# Peter Wilson (football)
Pour les articles homonymes, voir Wilson et Peter Wilson.
Peter Wilson, né le 15 septembre 1947 à Felling, est un footballeur et entraîneur australien.

## Biographie

### Carrière en équipe nationale
En tant que défenseur, Peter Wilson est international australien à 65 reprises (1970-1979) pour 3 buts inscrits. De 1971 à 1979, il était le capitaine de la sélection nationale australienne (61 fois). Il participe à la Coupe du monde de football de 1974, où il joue tous les matchs en tant que titulaire, l'Australie étant éliminée au premier tour.

## Palmarès
- Avec Marconi Stallions :
  - Champion de la NSW Premier League en 1972.

- Avec APIA Leichhardt :
  - Vainqueur de la Coupe d'Australie en 1982.